# Є такий народ
Є такий народ (болг. Има такъв народ) — політична партія в Болгарії, створена телеведучим та співаком Славі Трифоновим.За самовизначенням, рух був заснований після референдуму 2016 року та оформився у протестну партію, назва якої виникла від музичного альбому Славі Трифонова і групи Ку-Ку бенд.
Партія «Є такий народ» критикує тяжке становище Болгарії, корупцію, відсутність свобод, перешкоди бізнесу, відсталу охорону здоров'я та пропонує популярні заходи для покращення становища в країні для кожної галузі.